# 241 г. пр.н.е.
241 (двеста четиридесет и първа) година преди новата ера (пр.н.е.) е година от доюлианския (Помпилийски) римски календар.

## Събития

### В Римската република
- Консули са Авъл Манлий Торкват Атик и Квинт Лутаций Церкон.
- 10 март – в битката при Егадските острови римският флот командван от Гай Лутаций Катул нанася съкрушително поражение на картагенския флот командван от Ханон Велики. Римляните придобиват неоспорим контрол на морето, което оставя войските на Хамилакр Барка в Сицилия изолирани и с ограничени провизии и Картаген е принуден да започне преговори за мир.[1]
- Със сключването на мирен договор между римляните и картагенците е сложен край на Първата пуническа война. Първоначално договорените условия между Хамилкар и Катул изискващи Картаген да предаде владенията си в Сицилия, да плати обезщетение на стойност 2200 евбейски таланта за период от 20 години, да освободи римските пленници, но да откупи своите и др. не са изцяло приети в Рим и е изпратена десетчленна сенаторска комисия, която налага по-сурови условия, включително повишаване на обезщетението на 3200 таланта, като 1000 от тях трябва да бъдат изплатени незабавно, а останалите за срок от 10 години и оттегляне на картагенските войски от островите между Сицилия и Африка[1]
- В Рим е построен храм на Флора, а фестивалът Флоралия е празнуван за първи път.[1]
- Създадени са трибите Квирина и Велина.[2]

### В Картаген
- Спорове в Картаген за плащането на наемните войски води до безредици. 20 000 наемници са поведени от Мато и Спендий из африканската провинция, където се отдават на плячкосване и разграбване.[1]

### В Гърция
- Арат Сикионски е избран трети път за стратег на Ахейския съюз.[3]
- Предвождащият спартанска армия цар Агис IV се среща с Арат и ахейската му войска при Коринт, за да действат заедно срещу етолийците, но на състоялото се съвещение ахейският стратег налага виждането си, че пряка битка трябва да се избягва. Това довежда до оттеглянето на ахейската и спартанската армии, а Агис се завръща у дома.[4]
- Политическите врагове на Агис се възползват от неуспялата му експедиция, за да го прогонят и принудят да търси убежище в храм на Атина, но е подведен да го напусне и заловен, след което е екзекутиран заедно с майка му и баба му. Смъртта му забавя прилагането на социалните му реформи с повече от десетилетие.[4]

### В Египет
- Третата сирийска война приключва с победа за Египет.[3]

### В Мала Азия
- След смъртта на Евмен I властта в Пергам е наследена от Атал I.[3]

## Родени
- Антиох III, династията на Селевкидите (умрял 187 г. пр.н.е.)

## Починали
- Агис IV, спартански цар и реформатор (роден 262 г. пр.н.е.)
- Евмен I, владетел на Пергам освободил града си от владичеството на Селевкидите